# 约翰·休·阿诺德
约翰·休·阿诺德（英語：John Hugh Arnold，1969年11月28日—）是一位英国中世纪历史学家，毕业于约克大学，曾工作于伦敦大学伯贝克学院，2016年起任剑桥大学中世纪历史教授，主要作品有《历史之源》（History，入选牛津通识读本）等。